# LIII edició dels Premis Ariel
La LIII edició dels Premis Ariel, organitzada per l'Acadèmia Mexicana d'Arts i Ciències Cinematogràfiques (AMACC), es va celebrar el 7 de maig de 2011 al Palau de Belles Arts de la Ciutat de Mèxic i presentada per l'actor Jesús Ochoa per celebrar el millor del cinema durant l'any anterior. Durant la cerimònia, l’AMACC va lliurar el premi Ariel a 26 categories en honor de les pel·lícules estrenades el 2010. Les nominacions foren fetes públiques el 24 de març de 2011 pel president de l'AMACC Carlos Carrera, i la cineasta Paula Astorga.
El infierno, de Luis Estrada, va ser la pel·lícula més guardonada, amb 9 premis, mentre que Biutiful, d'Alejandro González Iñárritu, que competia per l'Oscar a la millor pel·lícula de parla no anglesa, només se'n va endur un premi.

## Premis i nominacions
Nota: Els guanyadors estan llistats primer i destacats en negreta. ⭐
| Millor pel·lícula - El infierno ⭐ - Abel - Chicogrande - Voy a explotar | Millor direcció - Luis Estrada - El infierno ⭐ - Felipe Cazals - Chicogrande - Diego Luna - Abel |
| Millor actor - Damián Alcázar - El infierno ⭐ - Javier Bardem - Biutiful - Demian Bichir - Hidalgo: La historia jamás contada - Hansel Ramírez - La mitad del mundo                                                               | Millor actriu - Mónica del Carmen - Año bisiesto ⭐ - Maricel Álvarez - Biutiful - Karina Gidi - Abel - Úrsula Pruneda - Las buenas hierbas                                                                                    |
| Millor coactuació masculina - Joaquín Cosío - El infierno ⭐ - Juan Ignacio Aranda - Hidalgo: La historia jamás contada - Ernesto Gómez Cruz - El infierno - Daniel Martínez - Chicogrande                                         | Millor coactuació femenina - Ofelia Medina - Las buenas hierbas ⭐ - Luisa Huertas - La mitad del mundo - Carolina Politti - Hidalgo: La historia jamás contada - María Rojo - El infierno                                     |
| Millor argument original - Augusto Mendoza i Diego Luna - Abel ⭐ - Michael Rowe i Lucía Carreras - Año bisiesto - Luis Estrada i Jaime Sampietro - El infierno                                                                    | Millor guió adaptat - (No atorgat) |
| Millor fotografia - Rodrigo Prieto – Biutiful ⭐ - Damián García - Chicogrande - Guillermo Granillo - El atentado - Damián García - El infierno                                                                                    | Millor edició - Mariana Rodríguez - El infierno ⭐ - Miguel Schverdfinger - Abel - Stephen Mirrione - Biutiful - Mario Sandoval i Antonio Serrano Argüelles - Hidalgo: La historia jamás contada                               |
| Millor disseny artístic - Salvador Parra i María José Pizarro - El infierno ⭐ - Lorenza Manrique - Chicogrande - Sandra Cabriada, Luisa Guala, Jon Solaun i Ezra Buenrostro - El atentado - Lorenza Manrique - Las buenas hierbas | Millor banda sonora - Alejandro Giacomán - Hidalgo: La historia jamás contada ⭐ - Gustavo Santaolalla - Biutiful - Enrico Chapela - Somos lo que hay - Rodrico Garibay i Matías Barberis - Vaho                               |
| Millor so - Miguel Hernández, Miguel Ángel Molina, Pablo Lach i Santiago Núñez - El infierno ⭐ - Manuel Carranza - Abel - Rodolfo Romero - Alamar - Samuel Larson i Santiago Núñez - Chicogrande                                  | Millor vestuari - Gilda Navarro i Adolfo Ramírez - El atentado ⭐ - Paco Delgado - Biutiful - Mariestela Fernández - El infierno - Josefina Echeverría - La mitad del mundo                                                    |
| Millor maquillatge - Roberto Ortiz - El infierno ⭐ - Alessandro Bertolazzi - Biutiful - Carlos Sánchez - Chicogrande - Eduardo Gómez - El atentado                                                                                | Millors efectes visuals - Alejandro Valle - Las buenas hierbas ⭐ - Sergio García, Rodrigo Santoyo, Canek Kelly, René de la Rosa i Raúl Luna - De día y de noche - Ángel Mario Huerta i Armando Guajardo - Seres: Génesis      |
| Millors efectes especials - Alejandro Vázquez - El infierno ⭐ - Daniel Cordero - El atentado - Sergio Jara - Hidalgo: La historia jamás contada - Alejandro Vázquez i Efeccine Mobile - Somos lo que hay                          | Millor opera prima - Año bisiesto - Michael Rowe ⭐ - Alamar - Pedro González Rubio - La mitad del mundo - Jaime Ruiz Ibáñez                                                                                                   |
| Millor pel·lícula iberoamericana - También la lluvia – Icíar Bollaín ⭐ - José Martí: el ojo del canario - Fernando Pérez Valdés ⭐ - El hombre de al lado – Mariano Cohn i Gastón Duprat                                          | Millor llargmetratge documental - La historia en la mirada - José Ramón Mikelajáugueri ⭐ - El árbol olvidado - Luis Rincón - La cuerda floja - Nuria Ibáñez - La vida loca - Christian Póveda - Un día menos - Dariela Ludlow |
| Millor curtmetratge de ficció - El último canto del pájaro Cú - Alonso Ruizpalacios ⭐ - Busco empleo - Francisco Valle - En aguas quietas - Astrid Rondero - La mina de oro - Jacques Bonnavent                                   | Millor curtmetratge d'animació - Luna - Rafael Cárdenas i Raúl Cárdenas ⭐ - Martyris - Luis Felipe Hernández - Xochimilco 1914 - Colectivo Viumasters                                                                         |
| Millor curtmetratge documental - Río Lerma - Esteban Arrangoiz Julien ⭐ - Casa cuna - Alicia Segovia - Extravíos - Adriá Campmany - Hasta la punta de los dedos - Alejandro Murillo                                               | Millor actuació infantil - 'Christopher Ruíz-Esparza - Abel' - Iván Rafael González - Chicogrande - Natan Machado Palombini - Alamar - Gerardo Ruíz-Esparza - Abel                                                             |
| Ariel d'or - Ana Ofelia Murguía ⭐ - Jorge Fons ⭐ | Medalla Salvador Toscano - Ignacio López Tarso ⭐ |